# Yahoo! Widget Engine
Yahoo! Widgets és una plataforma d'aplicacions gratuïta per als sistemes operatius Mac OS X i Microsoft Windows on s'executen ginys. El programari s'anomenava prèviament Konfabulator, però després de ser comprat per Yahoo! va ser rebatejat.

### Programari similar
- Dashboard
- adesklets (X11)
- Amazing Brass
- AveDesk (Windows)
- DesktopX (Windows)
- dotWidget
- gDesklets (GNOME)
- Google Desktop (Windows, Mac OS X, Linux)
- Kapsules (Windows)
- Litestep (Windows)
- Microsoft gadgets
- Samurize (Windows)
- SuperKaramba (KDE)
- Windows Sidebar
- Desktop Sidebar (Windows)
- Opera Widgets